# Ford Taunus
Ford Taunus — загальна назва цілого ряду західнонімецьких сімейних легкових автомобілів малого та середнього літражу, що випускалися з 1939 по 1942 і з 1948 по 1982 роки.
В Аргентині виробництво автомобілів під цим позначенням тривало до 1984 року, а в Туреччині на заводі «Отосан» («Otosan») — до 1994 року.
Назва походить від гірського пасма Таунус, розташованого у центральній Німеччині, неподалік від Кельна, де знаходиться офіс німецького філіалу «Форда» — «Ford-Werke AG».
Як емблема автомобіля протягом більшої частини його історії використовувався герб міста Кельна. До покоління P5 (1964 рік), «Таунус» не несли позначення або емблеми корпорації «Ford».
Незважаючи на величезні відмінності між окремими поколіннями, всі «Таунус» мали спільні риси - були відносно великими задньопривідними автомобілями (за винятком передньопривідних серій P4 і P6) і належали до середнього (Mittelklasse; «малі» серії) або до вищого-середнього (Obere Mittelklasse; «великі» серії) класу.
До цього ж сімейства відносилися і перші покоління Ford Transit, що несли позначення Taunus Transit.
Після Другої світової війни і до 1967 року, це була єдина назва, що використовувалася для моделей німецької філії «Форда», і вона стало синонімом самого німецького «Форда».
Для «Таунус» використовувалася своя номенклатура позначень. Починаючи з 1952 і до 1970 року окремі моделі сімейства позначалися числом, як правило відповідним робочому об'єму двигуна, і літерою «М», означала «Meisterstück» («Майстерштюк»,  — «Шедевр»), — наприклад, 12M, 15M, 17M, 20M, і 26M(що означає робочий об'єм відповідно в 1200, 1500, 1700 і так далі см ³). Але це відповідність не завжди дотримувалося буквально: наприклад, модель з 1,3-літровим двигуном також могла позначатися як 12M.
При цьому, з 1957 року і по 1970 покоління кузовів позначалися літерою «P» («Projekt») і порядковим номером — P2, P3, P4, P5, і так далі.
З 1970 року Ford Taunus став німецьким аналогом британського Ford Cortina Mk. III, і це покоління позначають «Taunus TC» («Taunus-Cortina»). Воно випускалося до 1982 року з рейстайлінгом в 1976.

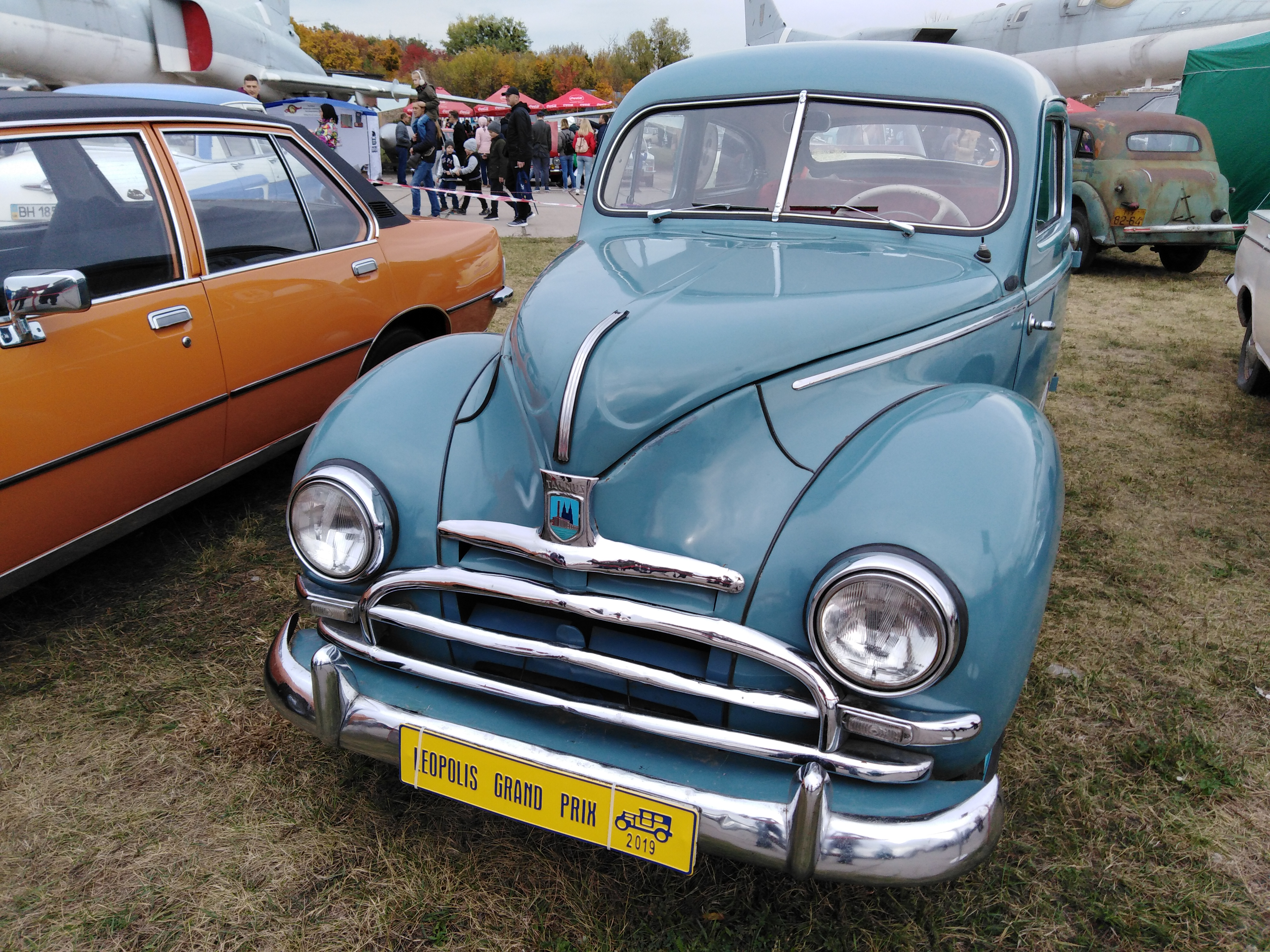
Ford Taunus G73A
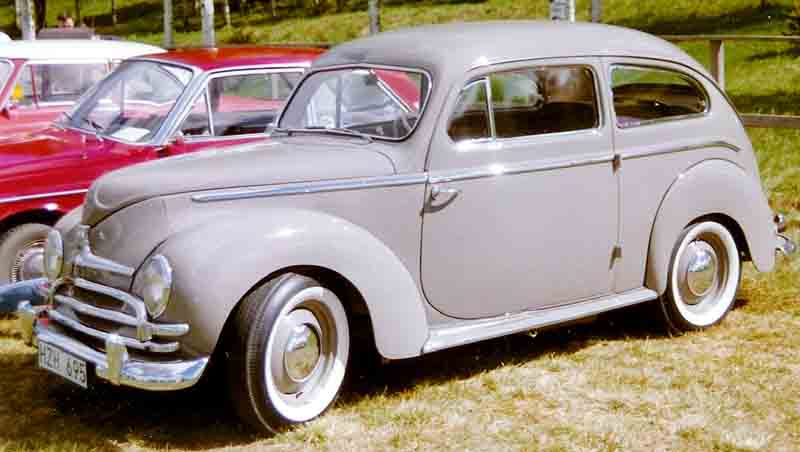
Ford Taunus Special Tudor De Luxe 1951
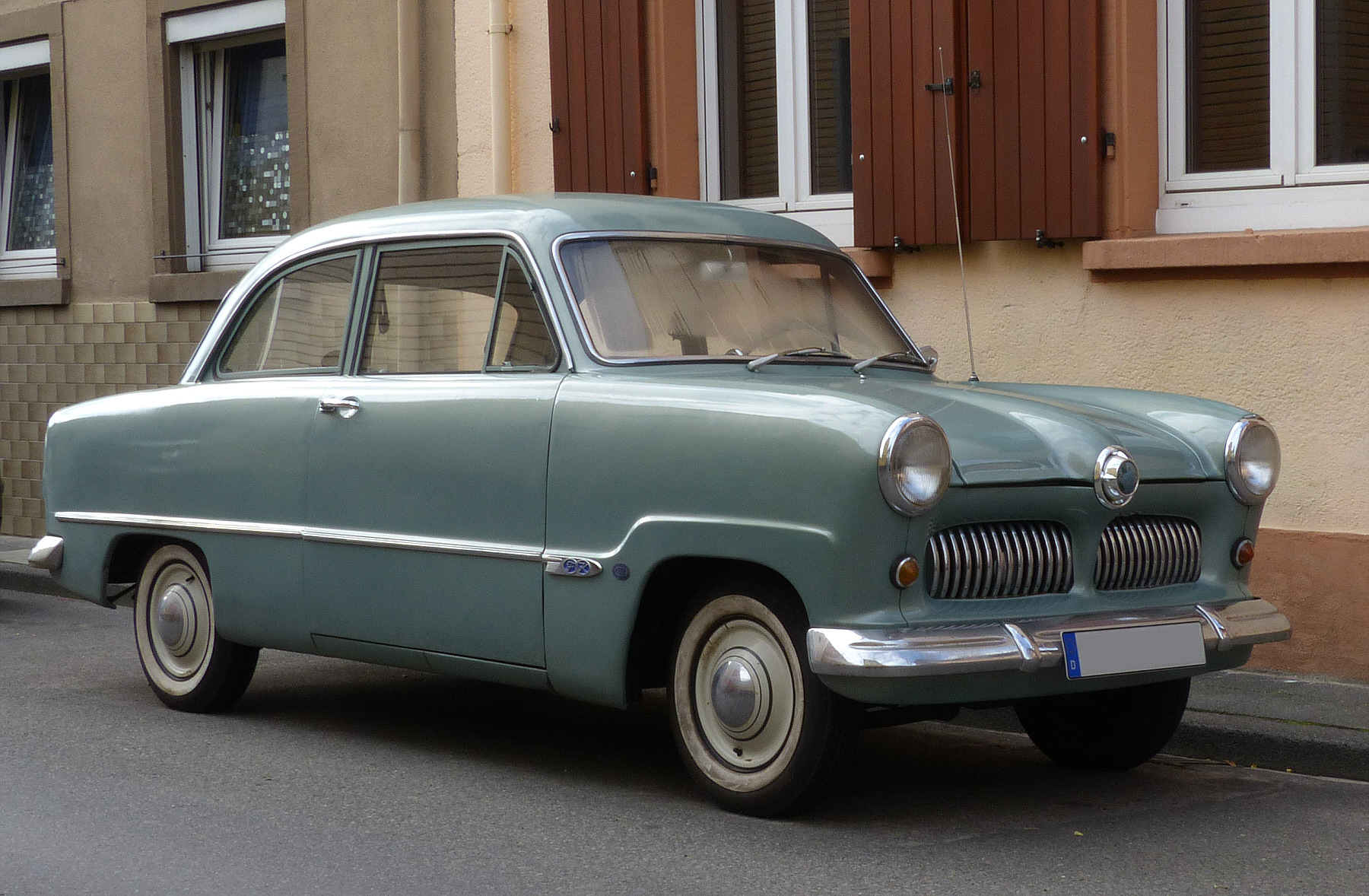
Ford Taunus P1
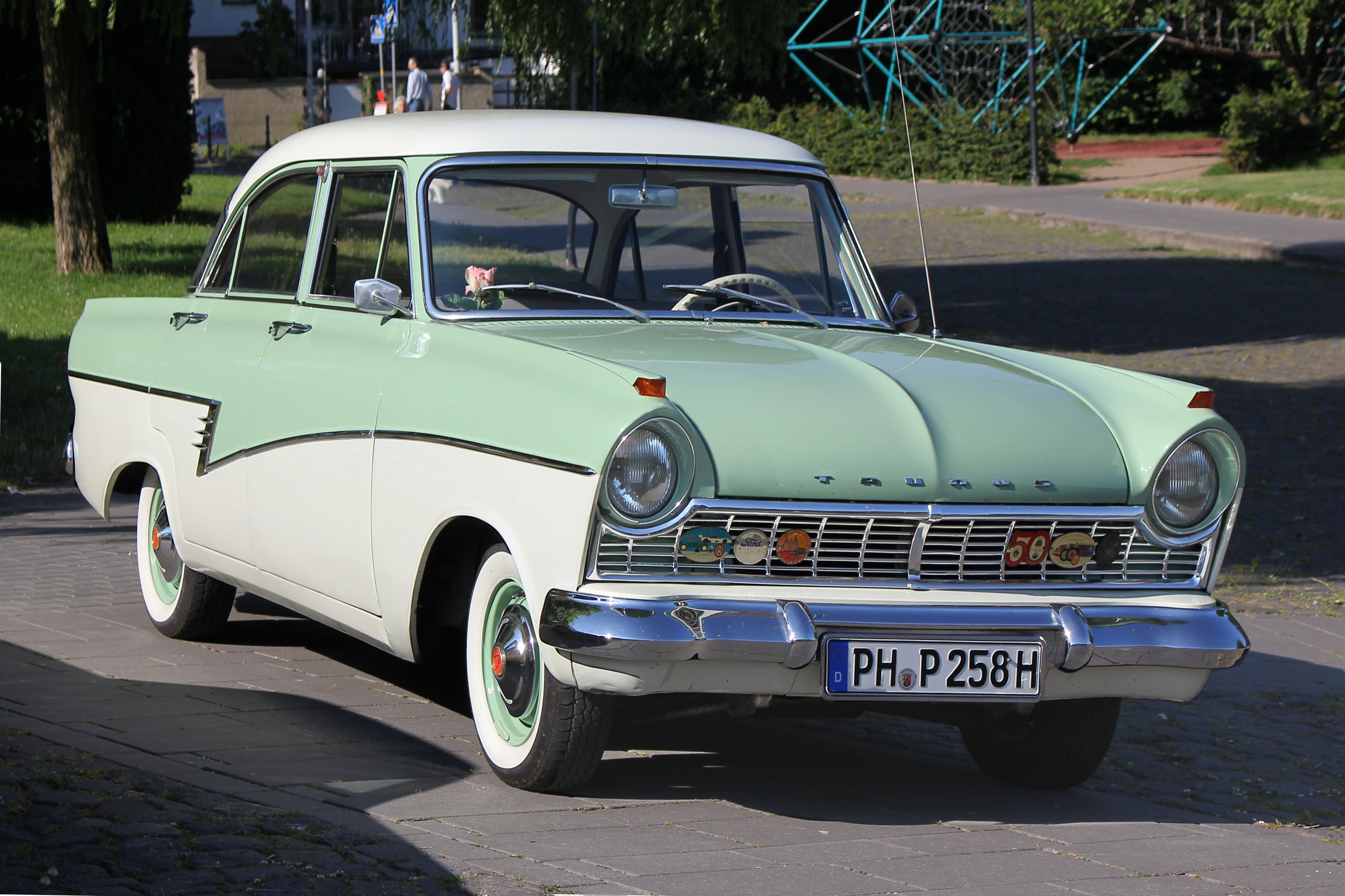
Ford Taunus P2
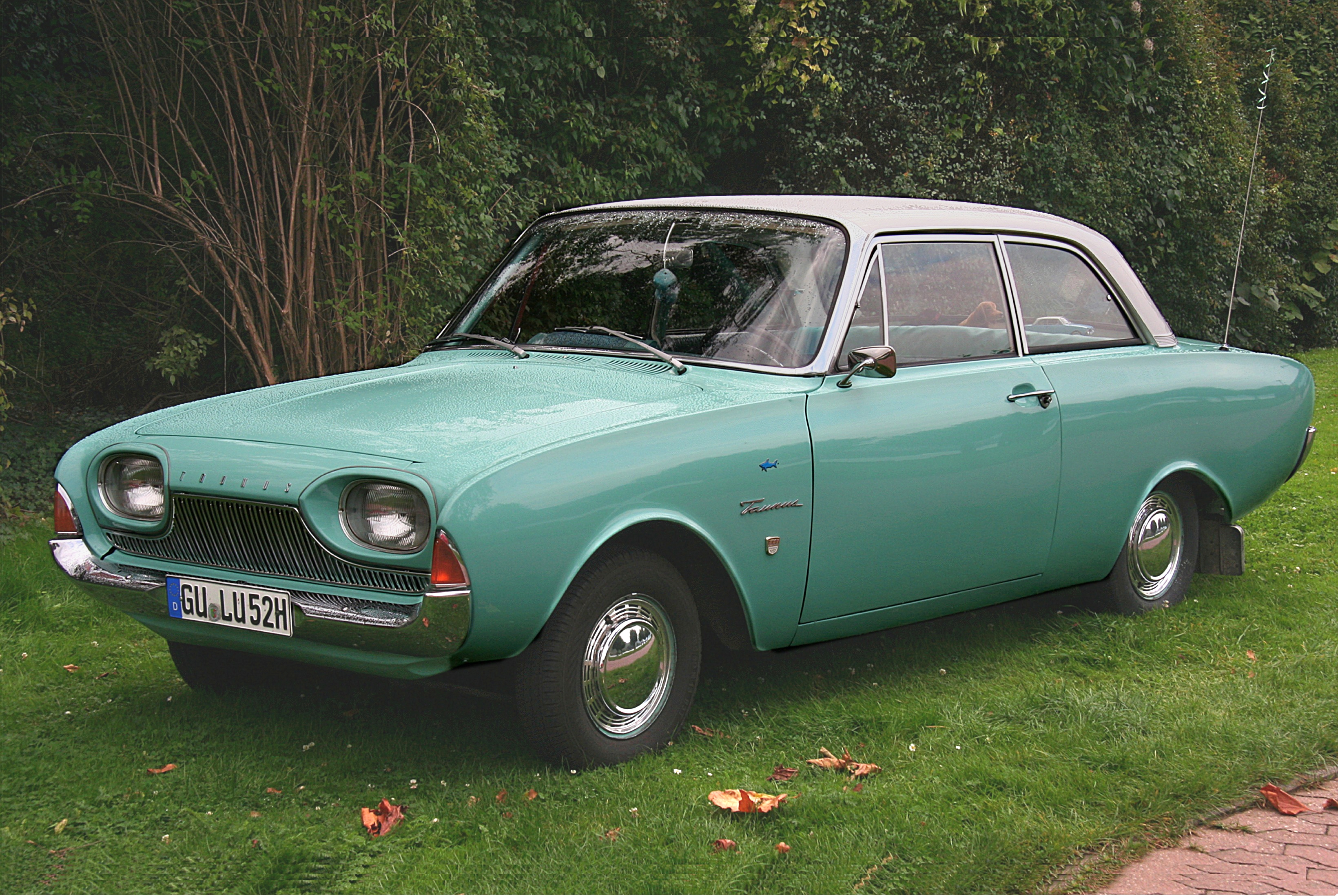
Ford Taunus P3
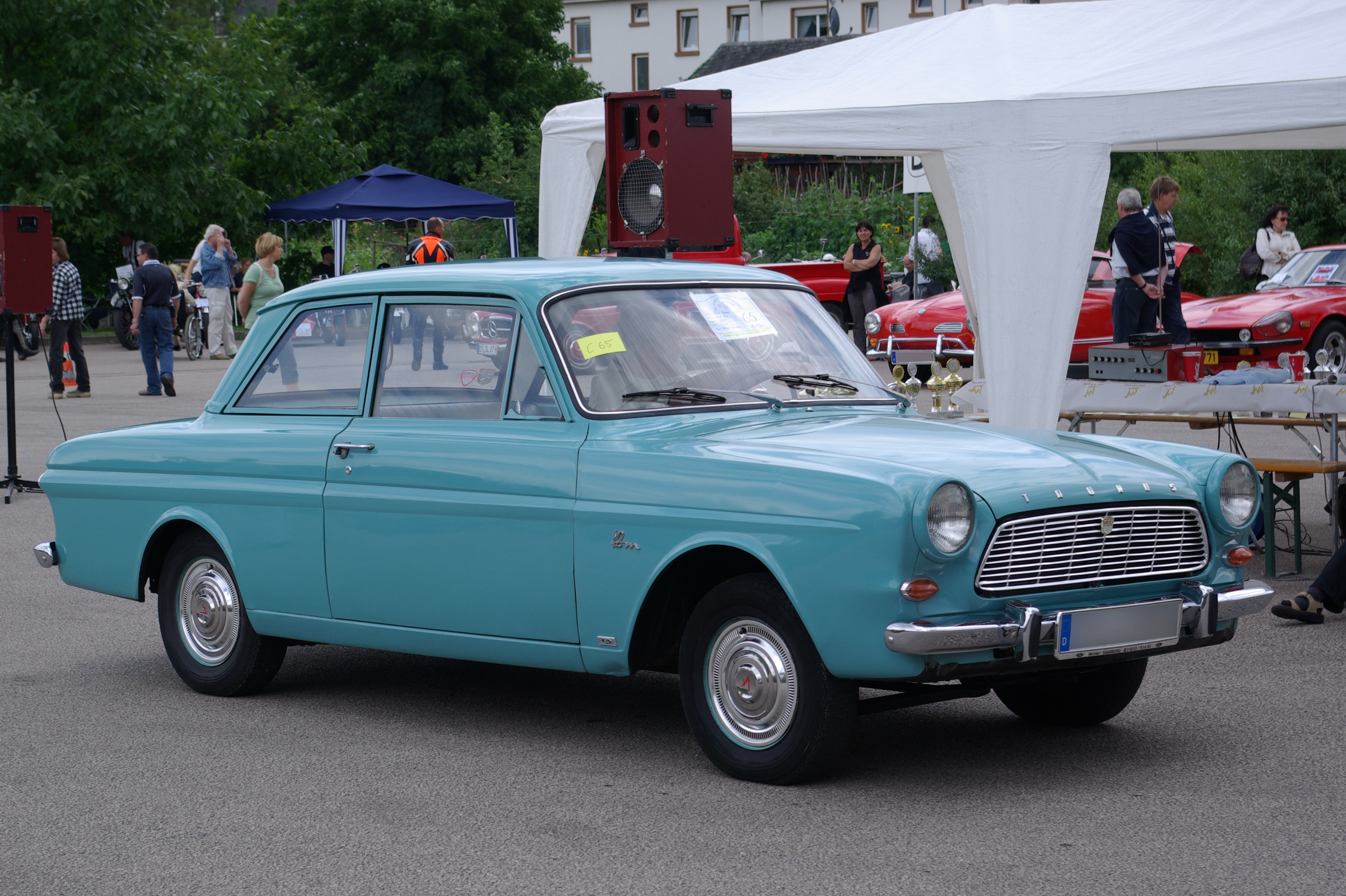
Ford Taunus P4
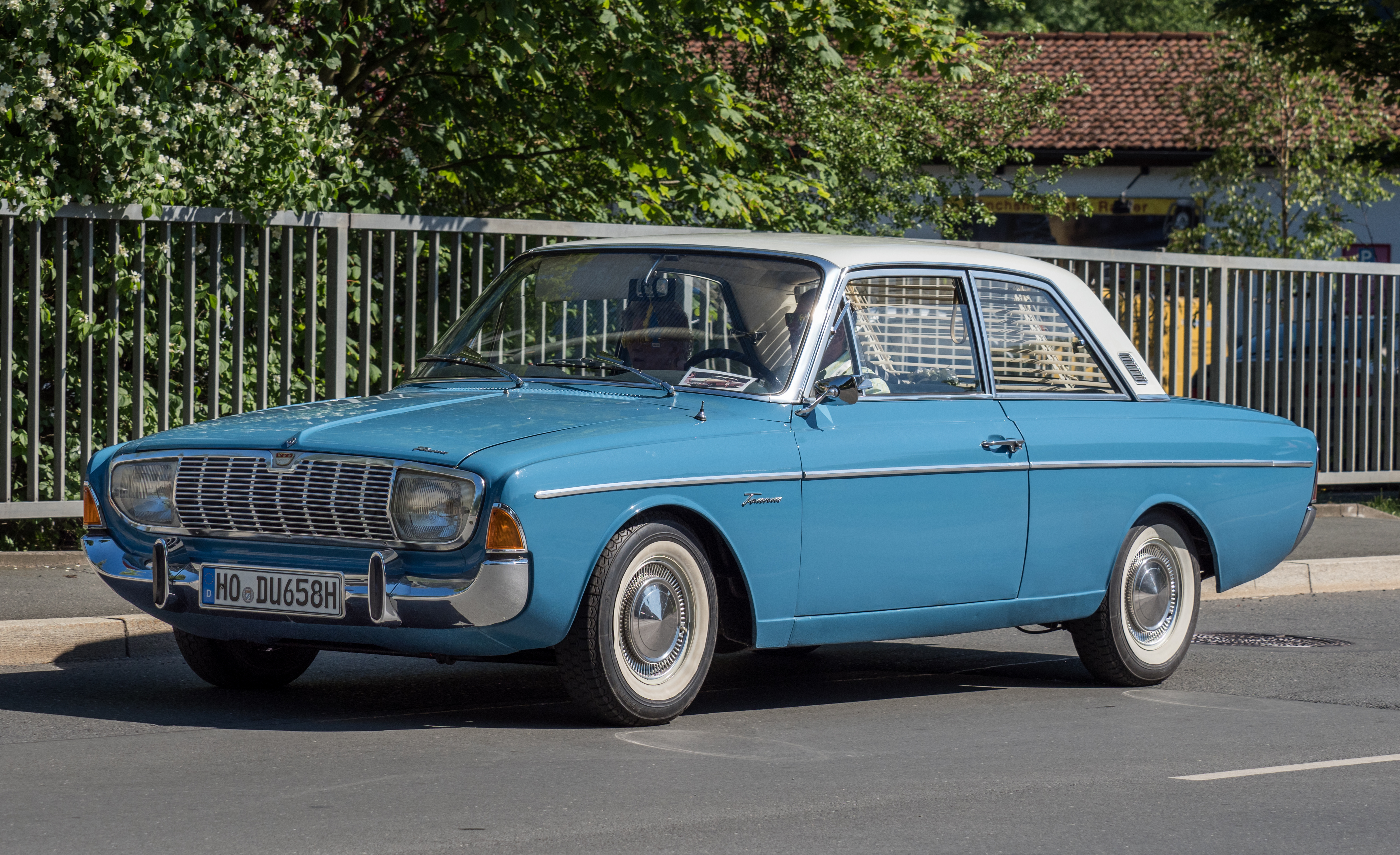
Ford Taunus P5
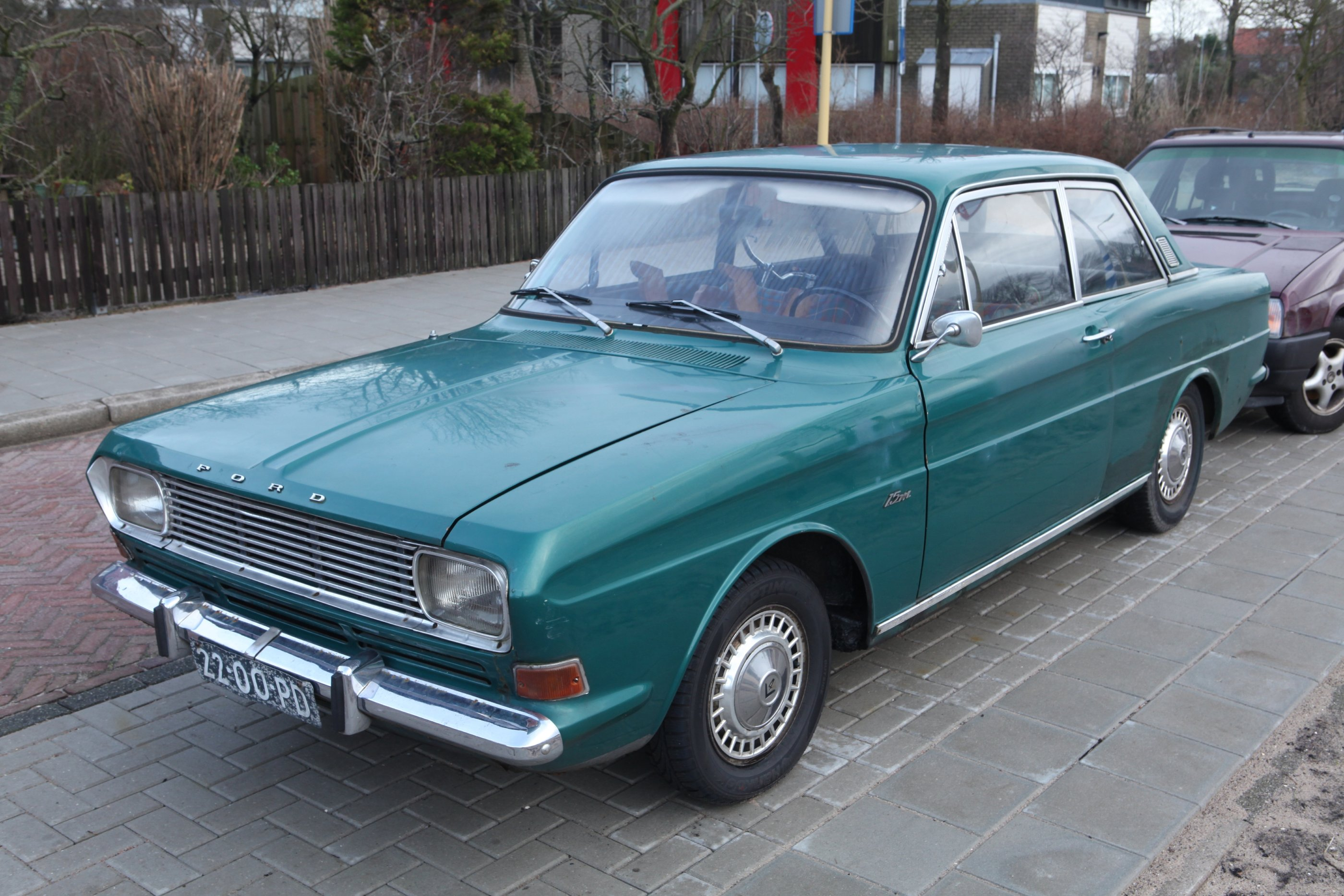
Ford Taunus P6
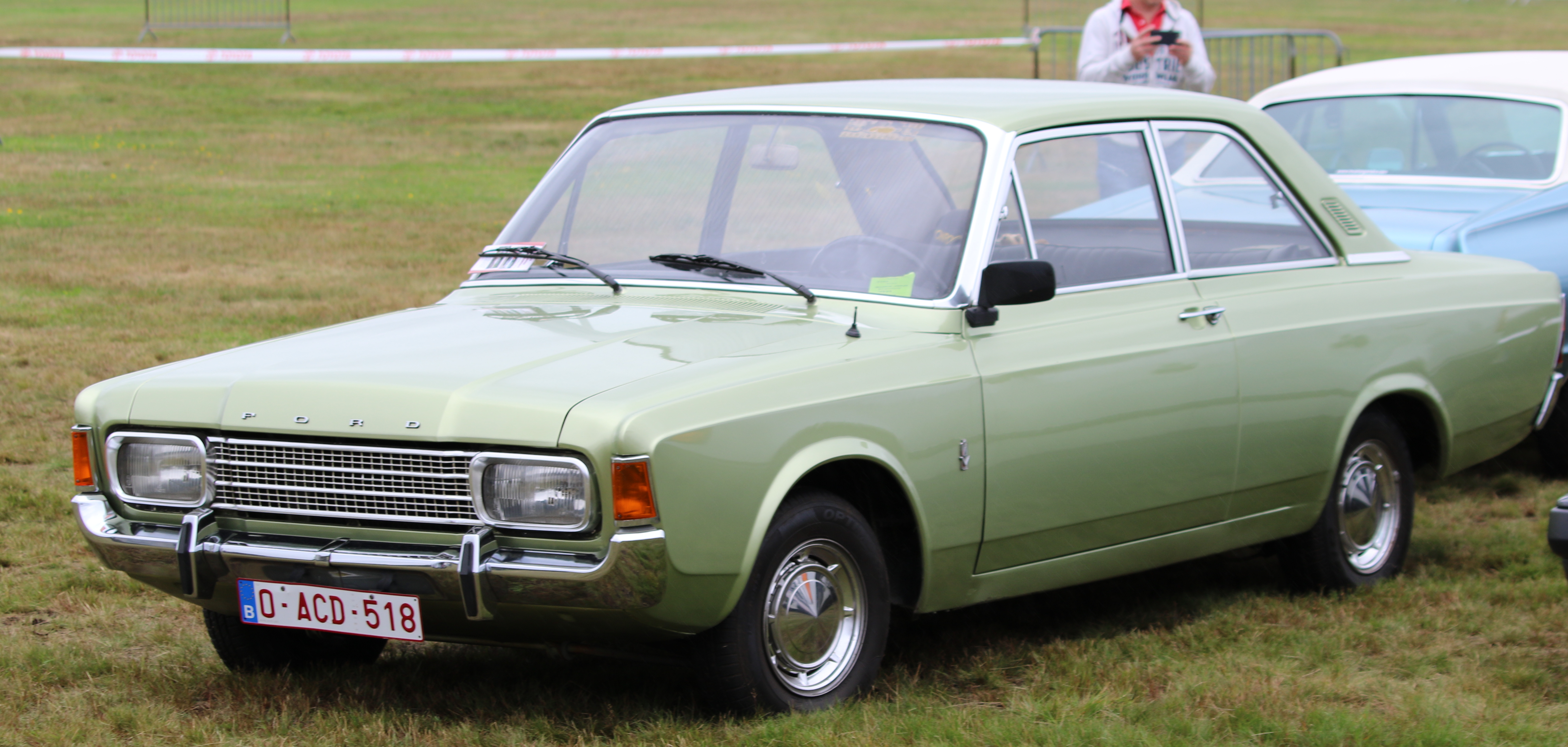
Ford Taunus P7

## Taunus TC (1970-1982)

### Перше покоління (1970-1976)

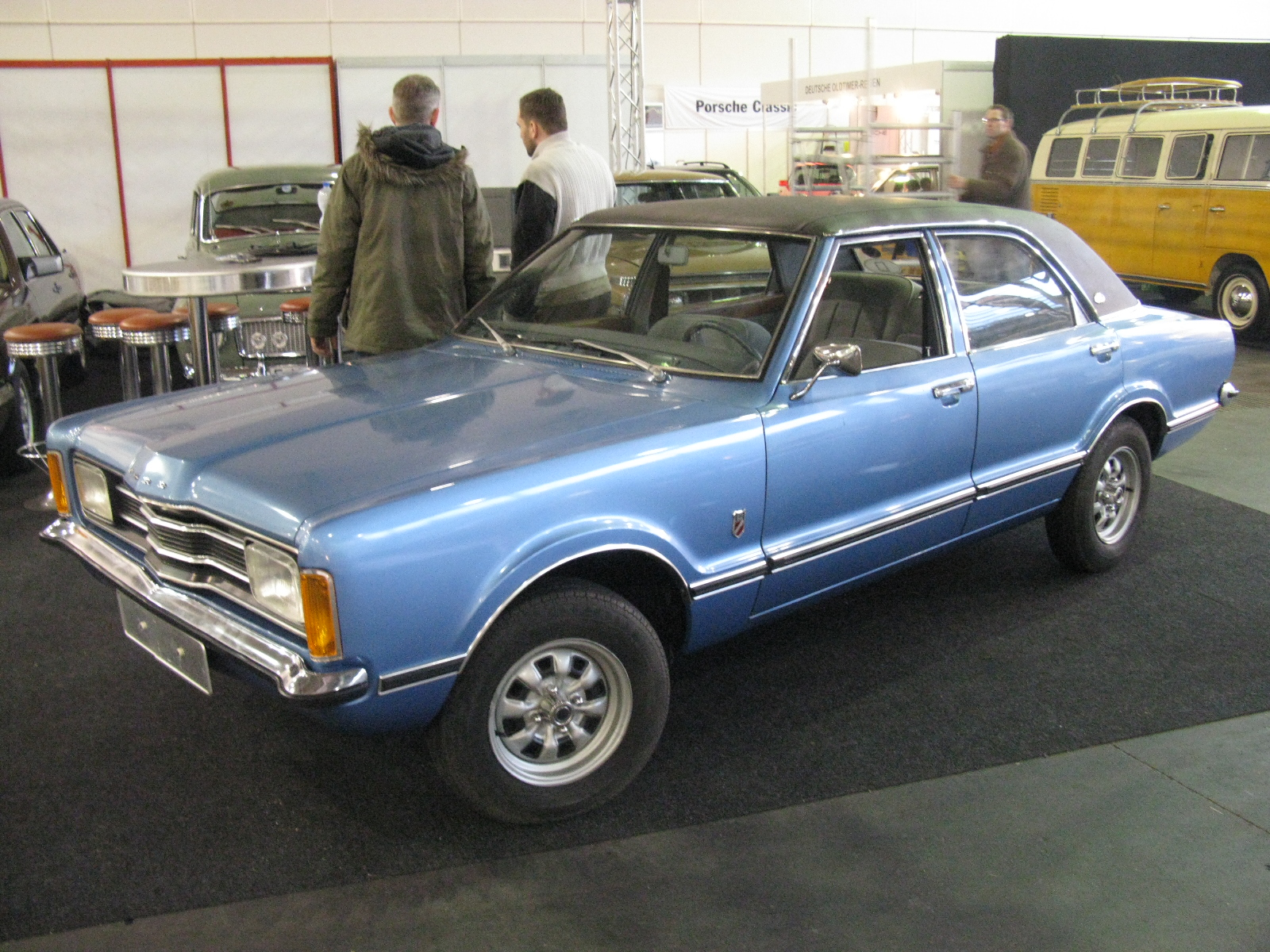
Ford Taunus TC1 седан

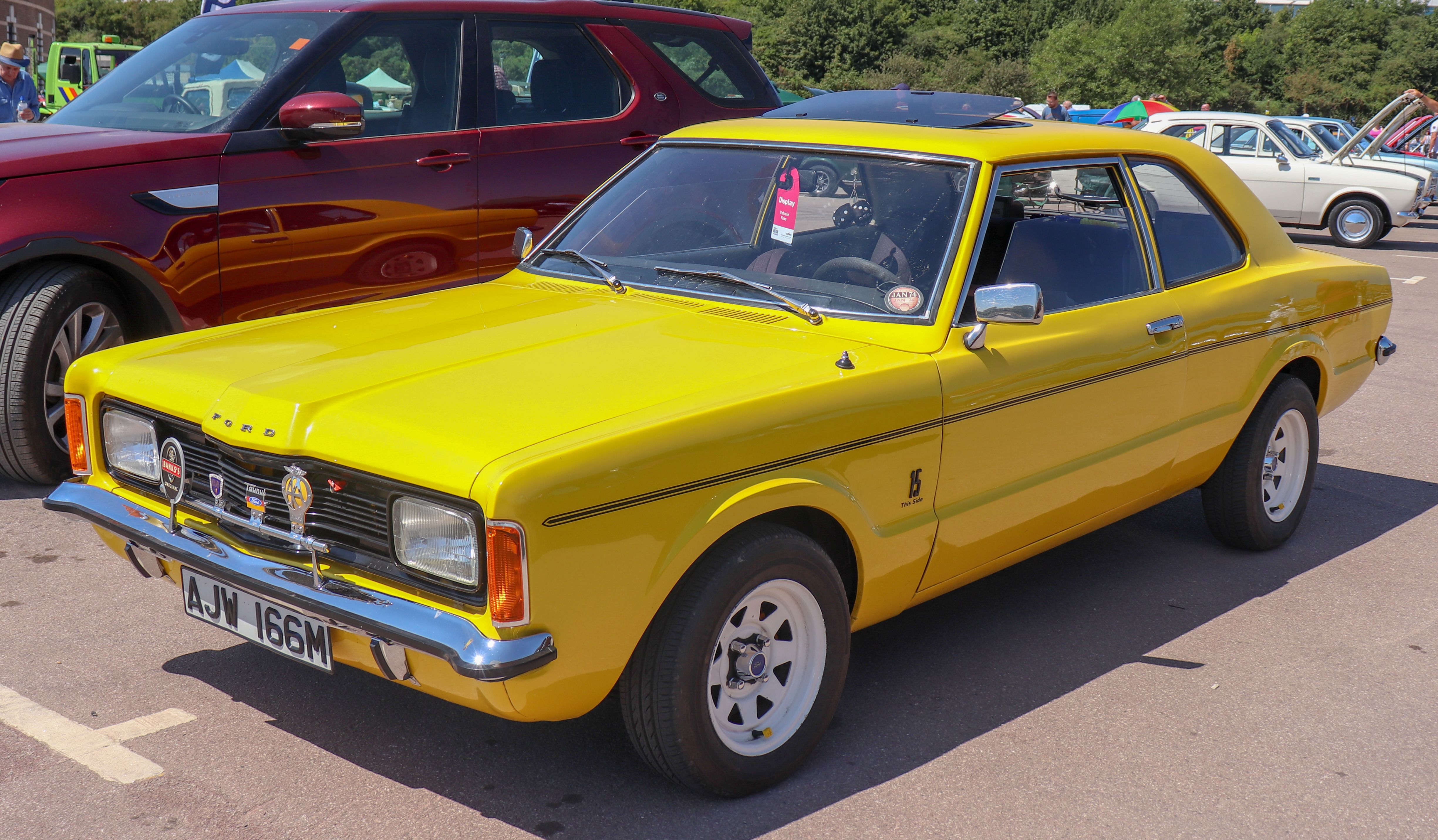
Ford Taunus TC1 купе

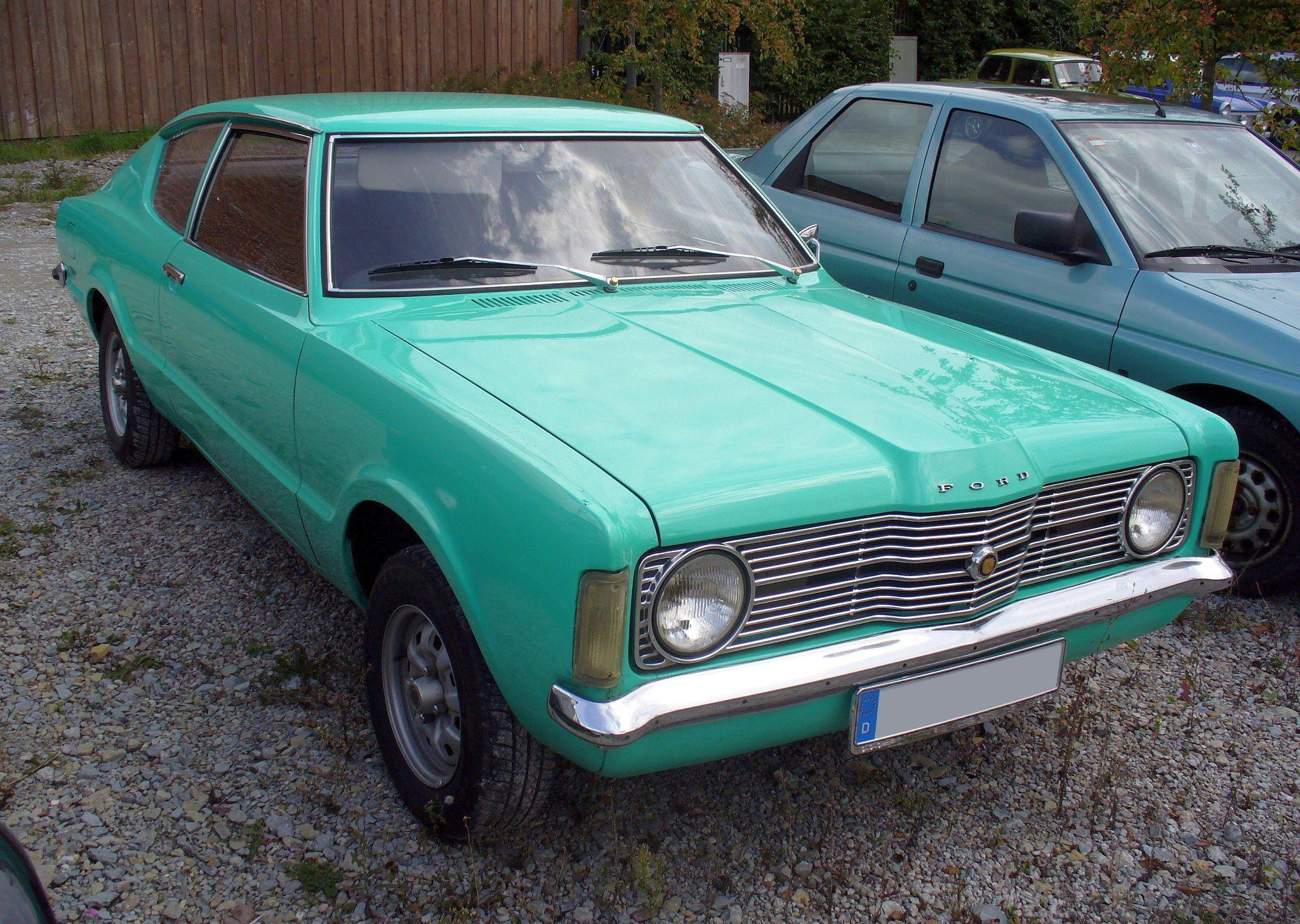
Ford Taunus TC1 купе

У 1970 році з'явився принципово новий модельний ряду автомобілів Ford Taunus. Нова модель Форда відносилася до середнього класу. З початком її виробництво у вересні (1971 модельний рік), в минуле пішли «маленькі» та «великі» автомобілі Taunus. Автомобіль отримав назву Taunus без звичного для попередніх моделей цифрового індексу, пов'язаного з робочим об'ємом двигуна. Для відмінності від колишніх автомобілів Taunus до заводського назви додавали TC, що означає Taunus-Cortina, так як одночасно в Англії почали виробляти аналогічну модель під назвою Cortina. Оскільки це була вже третя модель, вона отримала індекс Cortina Mk3. З Англії, Кортіна поставлялася в країни з лівостороннім рухом. Деяка плутанина виникала зі Скандинавією, куди продавали і Taunus і Cortina Mk3. Taunus TC замислювався як "світовий" автомобіль. Його дизайн об'єднував художні школи Старого і Нового Світу. Хрещеним батьком дизайну автомобіля вважають Semon Knudsen - президента Ford на прізвисько Bunkie. За його імені Taunus TC іноді називають Кнудсен-Таунус. Йому Таунус "зобов'язаний" "дзьобом" - характерним виступом капота. І в США Thunderbird Pontiac Grand Prix зобов'язані Кнудсену своїми орлиними дзьобами. Англійці на таке не наважилась і перетворили "дзьоб" в широкий виступ Cortina.
Дизайнерські роботи по автомобілю виконував німець Луїджі Колані, відомий на той час своїми спортивними автомобілями, нині професор засновник біодизайну. Новий Taunus отримав сучасний чотирьохциліндровий двигун робочим об'ємом 1300 і 1600 см3 з верхнім розподільним валом, що приводиться в рух зубчатим ременем. Він був розроблений на основі американського мотора Ford Pinto. Пізніше у виробничий ряд чотирьох циліндрових двигунів додався мотор з об'ємом 2,0 літри (дволітровий двигун старої моделі з нижнім розподільним валом ставився на і раніше Ford Cortina). На перших Taunus код 2000 в назві означав комплектацію автомобіля двигуном V6 робочим об'ємом 2,0 літри.
Для нової моделі європейське відділення Форда спроектувало новий тримальний кузов великої ширини (1700 мм). При невеликій висоті (1362 мм) силует автомобіля виглядав присадкуватим, що характерно для американських авто тих років.
Використання в дизайні автомобіля гнутих бічних стекол без кватирок стало можливо завдяки застосуванню ефективної системи вентиляції та опалення. Радіатор опалювача розташовувався в підкапотному просторі. Завдяки такому розташуванню відпадала необхідність використання краника грубки, а регулювання температури в салоні здійснюється тільки інтенсивністю підведення повітряних потоків. Форд запропонував декілька варіантів комплектації: Taunus: L, XL, GT, GXL. Автомобілі цієї модифікації Gran Turismo (Taunus GT/GTX). комплектувалися посиленими пружинами підвіски, сайлентблоки і стабілізатором поперечної стійкості на задній осі.
Інтер'єр модифікації GT мав характерний приладовий щиток з годинником і тахометром, а додаткові прилади — амперметр, механічний манометр тиску масла, і перемістилися з приладового щитка покажчики рівня палива і температури охолоджувальної рідини розмістилися на консолі. Консоль переходила в скриньку розташований між сидіннями над руків'ям гальма стоянки. У салоні автомобіля встановлювалися сидіння з інтегрованим підголовником, виконаним як одне ціле зі спинкою сидіння. Відрізнявся також екстер'єр модифікації Taunus GT / GTX дорогу висвітлювали дві прямокутні і дві додаткові круглі фари дальнього світла.
Ford Taunus випускав з різними кузовами: чотирьохдверний (тип GBFK) і дводверна (тип GBTK) седан, універсал (тип GBNK) і купе (тип GBCK) - фастбек за американською класифікацією. Купе відрізняються від інших моделей не тільки характерним плавним скосом задньої частини даху, а й тим, що вона була опущена на 28 мм.
Уже в перший рік було продано тисячі автомобілів 253. Перший варіант моделі Taunus TC'71 випускався з по 07/1970 08/1973 р. У 1973 р. у відповідь на критику автомобіль (Taunus TC'74 09/1973-12/1974) отримав новий інтер'єр (приладовий щиток і салон) пластмасову решітку радіатора без характерних емблем комплектації. Варіант GT раніше доступний для всіх кузовів крім універсалу, був знятий з виробництва. З 01/1975-12/1975 проводився Taunus TC'75. Моделі стандартної і L отримали чорну матову окантовку окон. Універсал став називатися не Turnier, а Freizeit-Taunus (Freizeit вільний час, нім). Ця модель стала доступною в комплектації GXL.

### Друге покоління (1976-1979)

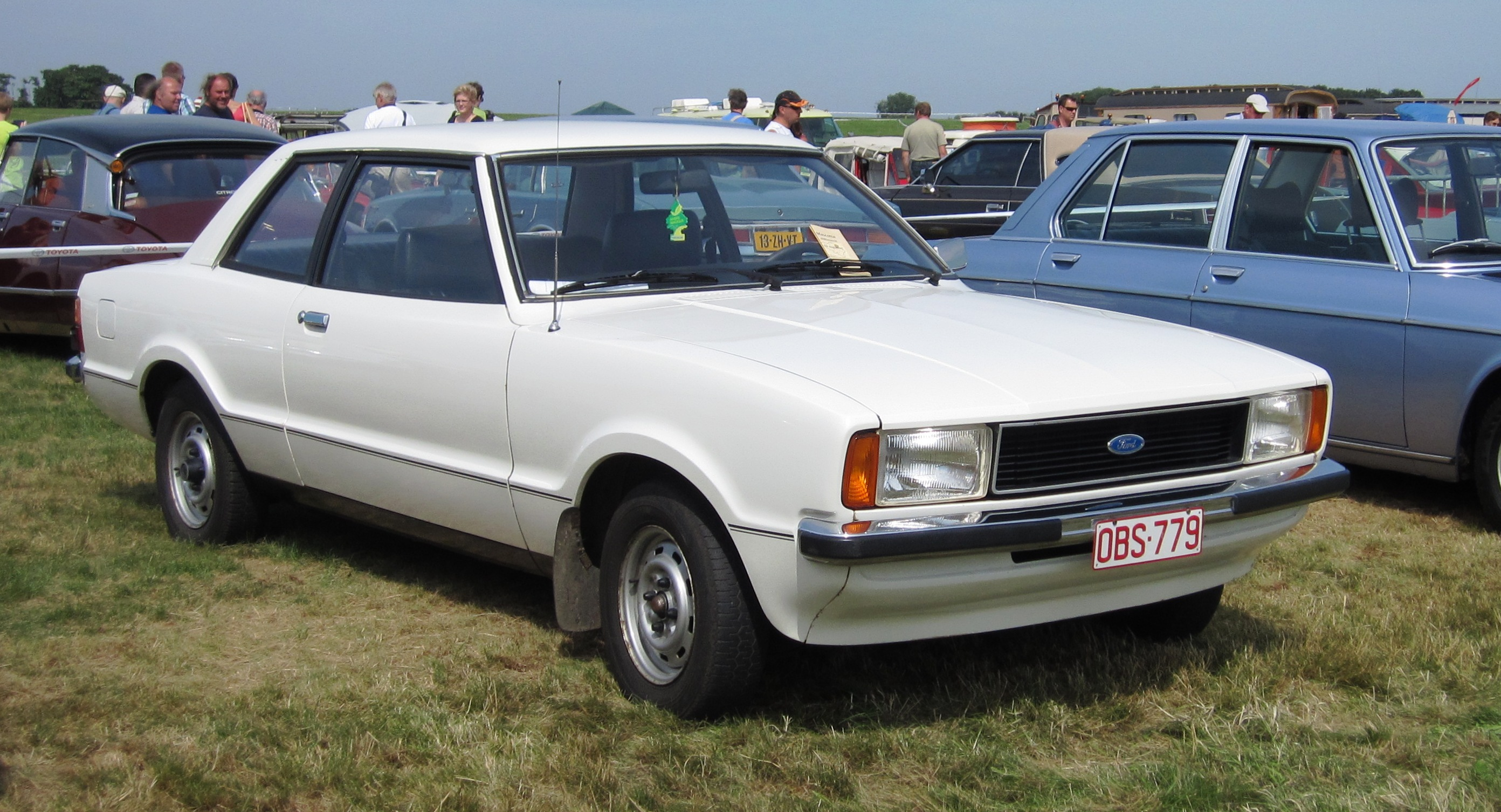
Ford Taunus TC2 седан

У 1976 р. побачив світ 76 Taunus TC (01/1976-08/1979). Його прийнято називати Taunus II. "Барочний" зовнішній вигляд був змінений на менш помітний і більш європейський. Автомобіль отримав нове рульове колесо. Виробництво було припинено Coupe. Після рестайлінгу року 1976 німецький "Таунус" і англійська "Кортіна" остаточно перетворилися на повні подібності один одного, бо їх відмінності зводилися переважно до шильдиків і елементів оформлення. Як правило, назва "Таунус" використовувалося на ринках країн з правостороннім рухом (тобто, для ліворульних модифікацій), а позначення "Кортіна" - в країнах з лівобічним рухом. Винятками з цього правила були Тайвань, Ізраїль та Південна Корея, де ліворульні машини продавалися як "Кортіна", і Скандинавія, де були представлені і Таунус, і Кортіна, причому обидві моделі - ліворульні.
Злегка видозмінені варіанти цієї ж моделі вироблялися за ліцензією в різних країнах Європи, Азії та Латинської Америки.

### Третє покоління (1979-1982)

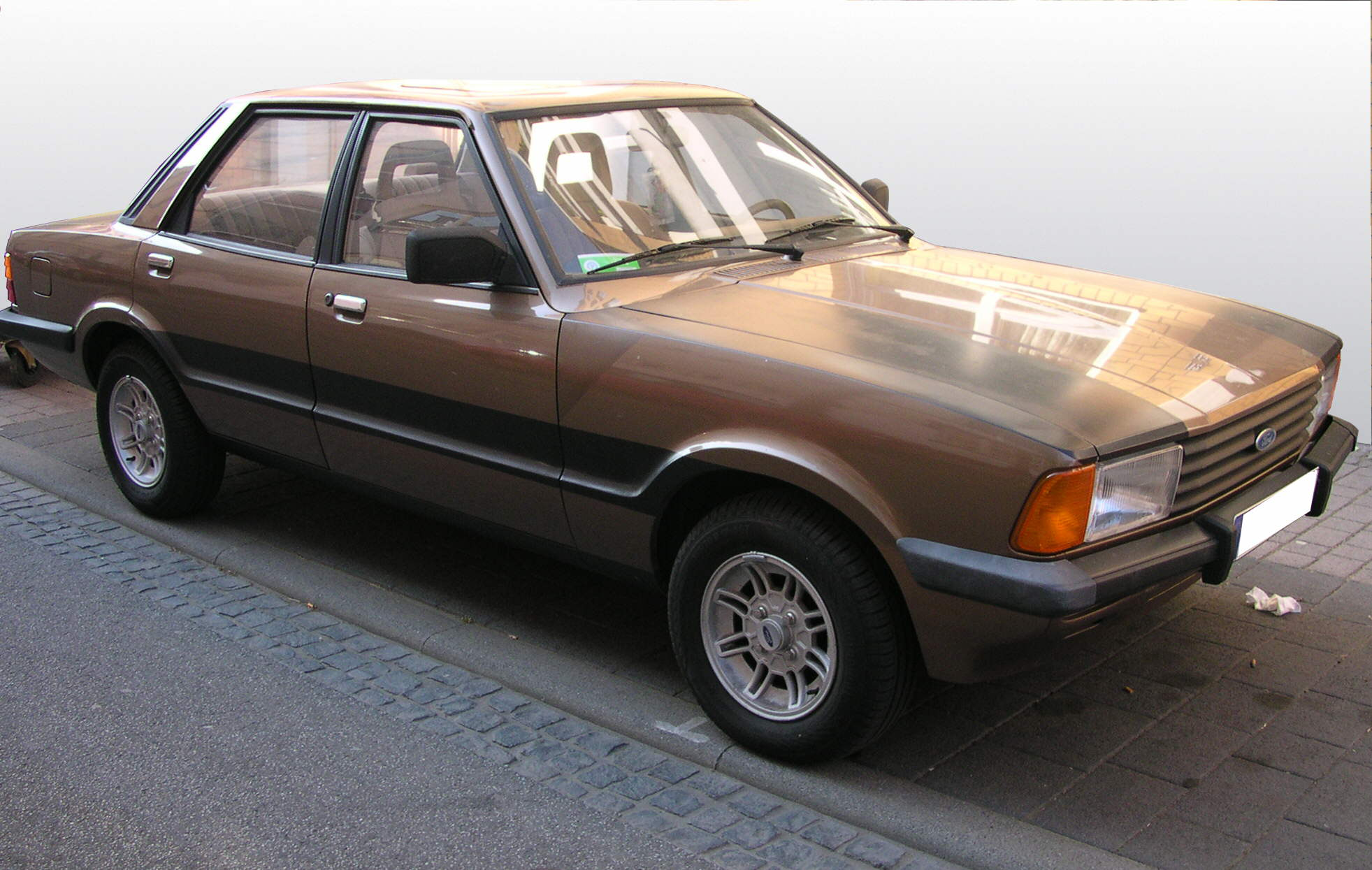
Ford Taunus TC3 седан

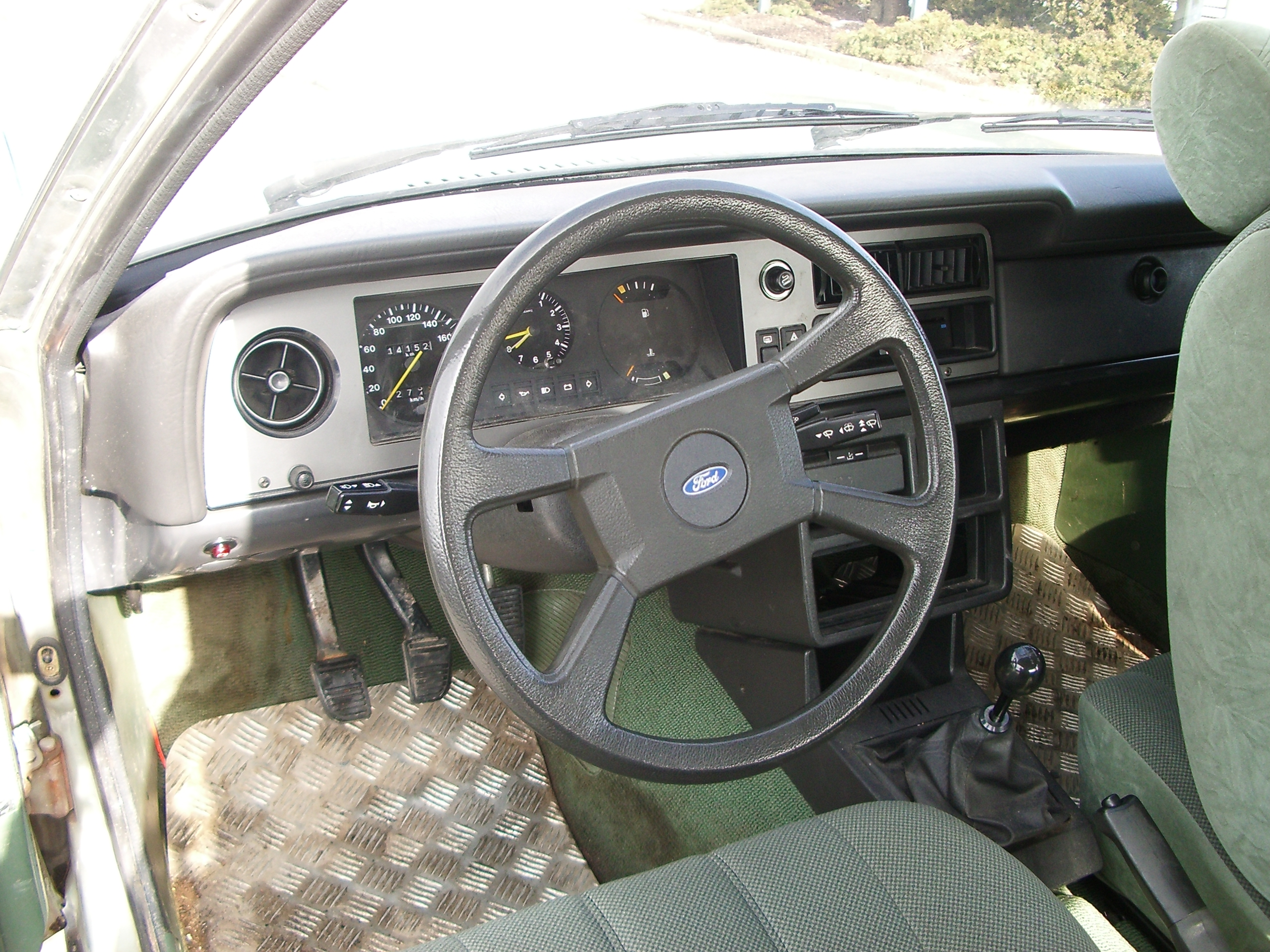

Третю модернізацію за час виробництва, автомобіль зазнав у 1979 році. Taunus TC'80 (Taunus III) випускався з  09/1979 по 06/1982 роки.
Сімейство Taunus/Cortina протрималося на конвеєрі до 1982 року, коли їх остаточно змінив дуже прогресивний, в порівнянні з ними, Ford Sierra, з обтічним дизайном і незалежною підвіскою всіх коліс, який, проте, зберіг деякі з їхніх технічних рішень, в першу чергу - привід на задні колеса і силові агрегати.
У загальній складності Форд з 1970 по 1982 роки випустив 2696011 автомобілів Taunus.
Після зняття з конвеєра в вересня 1983 р. виробництво Taunus було передано до Туреччини. Частина устаткування передали до Аргентини, де Taunus випускався з липня 1974 по 1985 рік. В Аргентині випускався Taunus Coupe.
У Туреччині на заводі виробництво Taunus Otosan велося до 1994 року. Модель отримала різні пластикові деталі екстер'єру. На автомобілях пізніх випусків встановлювали панель приладів від Sierra.

### Двигуни
- 1294 cc Pinto OHC I4 (1970-1982)
- 1593 cc Pinto OHC I4 (1970-1982)
- 1993 cc Pinto OHC I4 (1976-1982)
- 1999 cc Cologne V6 (1970-1982)
- 2293 cc Cologne V6 (1970-1982)